# Autoportrait au Colisée
Autoportrait au Colisée est un tableau du peintre néerlandais Maarten van Heemskerck, datant de 1553 et conservé au Fitzwilliam Museum de Cambridge (Royaume-Uni).

## Histoire

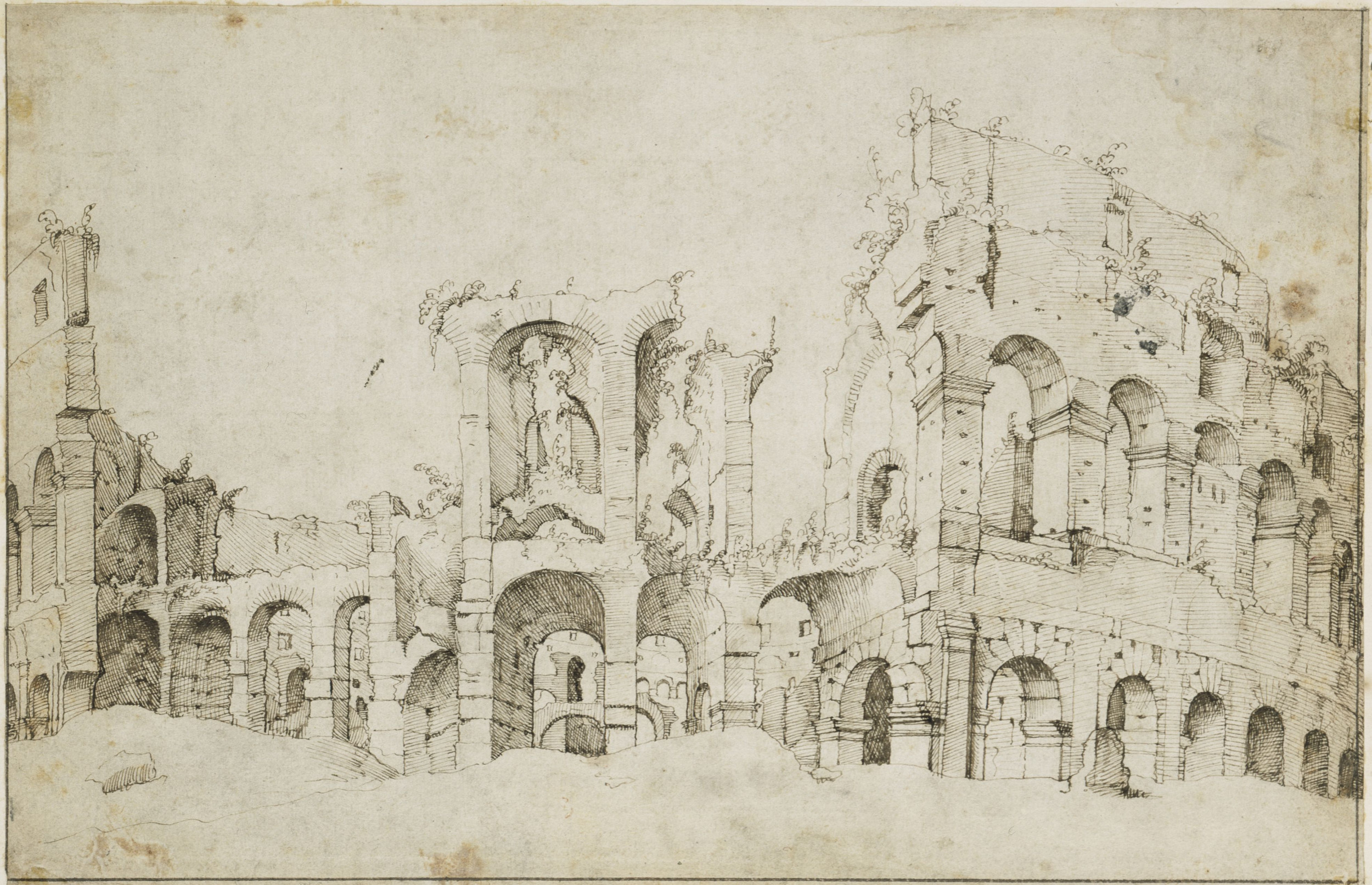
Maarten van Heemskerck, Dessin du Colisée, 1532-1536

Entre 1532 et 1537, Heemskerck séjourne à Rome afin d'y étudier les œuvres d'arts antiques et contemporaines, dans la lignée du mouvement des Romanistes. Il y réalise plusieurs dessins et gravures (dont certains représentant le Colisée) qui rencontreront un succès certain à travers l'Europe et inspireront nombre d'artistes. Cet autoportrait n'a cependant pas été réalisé pendant le séjour romain de l'artiste, mais 16 ans après son retour dans son pays natal. Au moment de la réalisation de cette œuvre, Heemskerck était doyen de la guilde de Saint-Luc de Haarlem.

## Description
L'œuvre est une peinture à l'huile sur panneau de bois mesurant 42 × 54 cm. Au premier plan, le peintre, simplement vêtu de noir, regarde en direction du spectateur. Au second plan, le peintre est également représenté, mais cette fois-ci assis en train de dessiner. Enfin, le Colisée en ruines constitue l'arrière-plan du tableau. Un cartellino portant la signature de l'auteur et la date de création figure en bas du tableau. 

## Analyse
Cette œuvre est à double sujet : l'autoportrait de l'artiste lui-même d'une part et la vue du Colisée d'autre part. L'état de ruine du Capitole peut être considéré comme un memento mori, rappelant la vieillesse à venir du peintre.

## Sources
- [Puff 2011] (en) Helmutt Puff, « Self-Portrait with Ruins: Maerten van Heemskerck, 1553 », The Germanic Review: Literature, Culture, Theory, vol. 86, no 4,‎ 2011, p. 262-276 (DOI 10.1080/00168890.2011.615285, lire en ligne)